# Chrysopolomides nivea
Chrysopolomides nivea is een vlinder uit de familie van de Eupterotidae. De wetenschappelijke naam van de soort is voor het eerst voorgesteld als Chrysopoloma nivea door Per Olof Christopher Aurivillius in een publicatie uit 1903.
De spanwijdte bedraagt 32 millimeter.
De soort komt voor in Kameroen en de Centraal-Afrikaanse Republiek.